# Alain Peltier

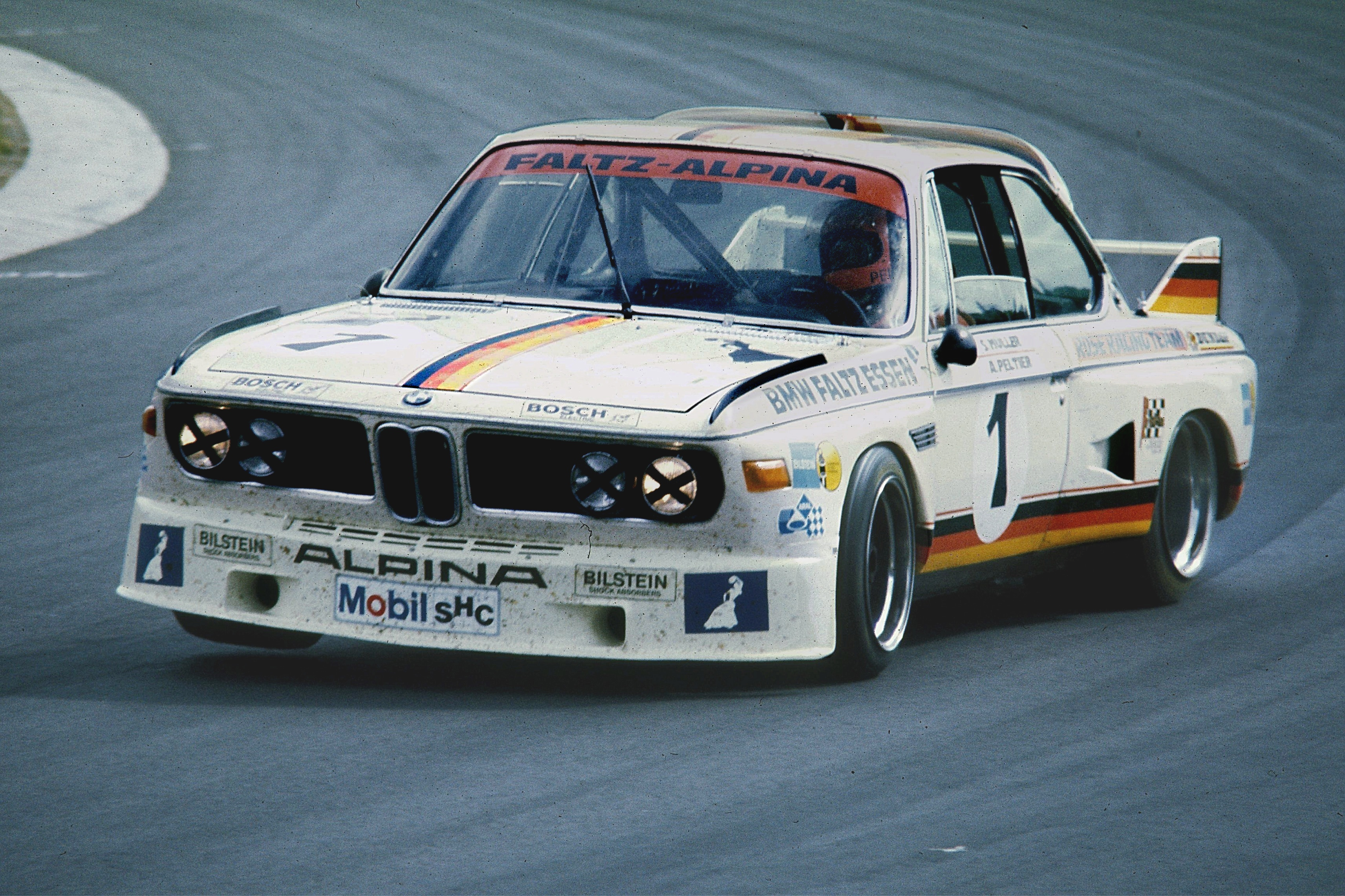
Nürburgring 1975

Alain Peltier, né le 30 novembre 1948, est un pilote automobile belge, essentiellement sur voitures de tourisme et Sport-prototypes en circuits.
Sa carrière s'est déroulée entre 1971 et 1983, roulant le plus souvent sur BMW (mais aussi March en 1973, Porsche en 1977, et Chevrolet Camaro en 1979).

## Palmarès

### Titres
- Championnat d'Europe FIA des voitures de tourisme sur BMW 3.0 CSL en 1975 (coéquipier l'Allemand Siegfried Müller Sr. pour le Team Faltz-Alpina Essen, et BMW Champion d'Europe de division 2);
- Champion de Belgique des voitures de tourisme sur BMW 3.0 CSL en 1974, et sur Alfa Romeo Alfetta GTV6 en 1982 en Groupe A;
  - Vice-champion d'Europe FIA des voitures de tourisme en 1974 (Team Précision Liegeoise Belgium).

### Victoires notables
- 4 Heures de Monza en 1974 et 1975;
- 500 kilomètres de Vallelunga en 1974;
- 24 Heures de Spa en 1974 (3e en 1978);
- GP de Brno en 1975;
- 6 Heures d'Hockenheim en 1977.

(Nota Bene: il a également participé aux 24 Heures du Mans 1976 avec un autre champion d'Europe ETCC, Dieter Quester)